# NWA Arkansas Heavyweight Championship
L'NWA Arkansas Heavyweight Championship è stato un titolo difeso nelle federazioni facenti parte del territorio dell'Arkansas della National Wrestling Alliance.

## Storia
Il titolo fu disputato per la prima volta nel 1930 ad Omaha in Nebraska, di probabile poco interesse, ebbe nuove dispute nel 1935 e nel 1960.
Ripreso negli anni settanta fu poco dopo reso vacante ed abbandonato per venire disputato nel 2008 con lo scopo di essere riconosciuto nelle federazioni del Mid-South.
Ad oggi non risulta più in uso.

## Albo d'oro
Le righe verdi indicano che non è nota la storia del titolo in quel periodo.
| Lottatore      | Regni | Data              | Luogo                 | Note |
| -------------- | ----- | ----------------- | --------------------- | --- |
| George Finning | 1     | 27 novembre 1930  |                       | Reclamò il titolo ad Omaha in Nebraska.                                                                                                  |
| Homer Dills    | 1     | 15 settembre 1931 |                       | Figura come campione in carica nelle carte datate 15 settembre 1931                                                                      |
| Lefty Williams | 1     | 8 aprile 1935     |                       | |
|                |       |                   |                       | |
| Rocket Monroe  | 1     | Novembre 1960     |                       | Sconfisse Joe Deston. |
|                |       |                   |                       | |
| Chuck Karbo    | 1     | 26 giugno 1970    |                       | |
|                |       |                   |                       | |
| Jerry Miller   | 1     | 22 marzo 1971     |                       | |
|                |       |                   |                       | |
| Ernie Ladd     | 1     | 28 ottobre 1978   | Little Rock, arkansas | |
| Ray Candy      | 1     | 2 novembre 1978   | Little Rock           | |
| Ron Bass       | 1     | 11 gennaio 1979   | Little Rock           | |
| Charlie Cook   | 1     | 24 marzo 1979     | Little Rock           | |
| Vacante        |       | 1979              |                       | Titolo vacante in seguito all'infortunio di Cook e, in seguito, abbandonato.                                                             |
| Scott Fury     | 1     | 15 agosto 2008    | Paragould, Arkansas   | Sconfisse Brandon Barbwire, Chuck Fears, e Justin Smart in un Fatal four-way match per essere riconosciuto nel territorio NWA Mid-South. |